# SPLM/SPLA-United
El SPLM/SPLA-United fou una escissió del Moviment d'Alliberament del Poble Sudanès i Exèrcit d'Alliberament del Poble Sudanès. El 28 d'agost de 1991 amb la declaració de Nasir, Riak Machar, Lam Akol i Gordon Kong van intentar enderrocar a John Garang, però no se'n van sortir. Els conspiradors van haver de fugir i poc després van fundar el SPLM/SPLA-Nasir.
Garang van resistir i el moviment va quedar dividit en les faccions SPLA-Torit de John Garang (per tenir la seva base a Torit) i el SPLA-Nasir, de Riak Machar i Lam Akol a les que l'estiu del 1992 es va sumar una tercera facció, el SPLA de William Nyon Bany i Josep Oduhu. El març de 1993, Kerubino Kwanyin Bol i Arok Thon Arok que havien estat empresonats per Garang i el 1991 havien fugit a Uganda, van retornar i van formar les seves pròpies faccions (SPLA-Bor, d'Arok Thon Arok, i SPLA-Bahr al-Ghazal, de Kerubino Kwanyn Bol).
Totes les facciones excepte la de Garang es van unir (Declaració de Kongor) i van formar la facció SPLA-Unity però Riak Machar i Lam Akol es van separar poc després i Machar va formar (1993) el Southern Sudan Independence Movement (SSIM) i Lam Akol va formar la base de la facció SPLA-United (de base shilluk).
El 1993 el SPLA de Garang va anunciar un alto el foc, que no fou seguit per Machar ni per la facció anomenada "Unity Forces" de William Nyuon Bany. Després de la mort d'Oduhu en un atac del SPLA de Garang, Nyon Bany va entrar al SSIM, Kerubino va mantenir la seva pròpia facció i Thon Arok es va unir amb Lam Akol.
Lam Akol va pertànyer al SSIM però com que no acceptava el lideratge de Machar se'n va separar el febrer del 1994. Va passar al SPLM/SPLA-United i com que disposava d'una milicia va esdevenir el comandant en cap.
Va signar el setembre del 1997 un acord amb el govern sudanes, paral·lel al de Machar i els seus aliats, conegut com a Acord de Fashoda. Va tenir una cartera al govern. L'octubre del 2002 va sortir del govern. El 2003 el grup es va unir al SPLM/SPLA.